# Браунсвил (Тексас)
Браунсвил (енгл. Brownsville) град је у америчкој савезној држави Тексас. По попису становништва из 2010. у њему је живело 175.023 становника.

## Демографија
Према попису становништва из 2010. у граду је живело 175.023 становника, што је 35.301 (25,3%) становника више него 2000. године.
| Група             | 2000.           | 2010.           |
| Белци             | 10.826 (7,7%)   | 10.027 (5,7%)   |
| Афроамериканци    | 575 (0,4%)      | 709 (0,4%)      |
| Азијати           | 752 (0,5%)      | 1.189 (0,7%)    |
| Хиспаноамериканци | 127.535 (91,3%) | 163.109 (93,2%) |
| Укупно            | 139.722         | 175.023         |

## Партнерски градови
- Гвадалахара
- Баранкиља